# Piet Wildschut
Pieter "Piet" Wildschut (født 25. oktober 1957 i Leeuwarden, Holland) er en tidligere hollandsk fodboldspiller (forsvarer), der vandt sølv med det hollandske landshold ved VM i 1978.

## Karriere
Wildschut spillede størstedelen af sin karriere i hjemlandet, hvor han var tilknyttet Groningen, Twente, PSV Eindhoven, og Roda. Han spillede desuden en enkelt sæson i belgisk fodbold, hos Antwerpen. Med Twente var han i 1977 med til at vinde den hollandske pokalturnering KNVB Cup, efter finalesejr over PEC Zwolle.
Wildschut spillede elleve kampe og scorede ét mål for Hollands landshold. Han var en del af den hollandske trup, der vandt sølv ved VM i 1978 i Argentina. Her spillede han tre af hollændernes seks kampe, men var dog ikke på banen i finalenederlaget mod værtsnationen. Hans sidste landskamp var en venskabskamp på hjemmebane mod Grækenland i foråret 1982.

## Titler
KNVB Cup
- 1977 med FC Twente